# Purser
De purser is een (kader)lid van de bemanning aan boord van een vliegtuig of een schip. Vaak worden deze mensen ook "chef de cabine" genoemd (in de luchtvaartsector).

## Luchtvaart
De purser is de leidinggevende van de stewards of stewardessen op lijnvliegtuigen. De purser staat in rang onder de gezagvoerder en first officer van de vlucht. De purser  is verantwoordelijk voor de vliegveiligheid, klanttevredenheid, en een goede werksfeer aan boord. Hij of zij onderhoudt het contact met de grondafhandelingsdiensten en de cockpitbemanning.  Met het omroepsysteem begroet de purser de passagiers en legt de veiligheidsvoorschriften uit, terwijl de stewards en stewardessen de veiligheidsdemonstratie laten zien. 

### Continentaal
Bij continentale vluchten werkt de purser tijdens het verstrekken van de service mee met de rest van het cabinepersoneel. Daarnaast zorgt de purser voor de communicatie met de cockpitbemanning.

### Intercontinentaal
Bij intercontinentale vluchten zijn er vaak twee pursers aan boord. De purser met de hoogste rang, de senior purser, hoeft niet mee te werken met het verstrekken van  de service, maar behoudt het algehele overzicht over de service en houdt de communicatie met de cockpitbemanning in stand. De tweede purser heeft de verantwoordelijkheid voor de dienstverlening aan de economyclasspassagiers.
Bij de luchtvaartmaatschappij KLM is de senior purser herkenbaar aan 4 zilveren strepen en een oranje streep (en een speld met daarop "senior purser"), de purser heeft 4 zilveren strepen en is tevens herkenbaar aan een speld met daarop "purser".

## Scheepvaart
De purser is een officier aan boord van een schip. Hij of zij beheert accounts, is gastheer van de reizigers en is de directe leidinggevende van de bemanning.